# (3309) Brorfelde
(3309) Brorfelde – planetoida należąca do wewnętrznej części pasa głównego asteroid.

## Odkrycie
Planetoida została odkryta 28 stycznia 1982 roku w Obserwatorium Brorfelde przez duńskiego astronoma Kåre Jensena. Nazwa pochodzi od obserwatorium, w którym planetoida została odkryta. Przed jej nadaniem planetoida nosiła oznaczenie tymczasowe (3309) 1982 BH.

## Orbita
Orbita (3309) Brorfelde nachylona jest do płaszczyzny ekliptyki pod kątem 21,13°. Na jeden obieg wokół Słońca ciało to potrzebuje 2 lat i 165 dni, krążąc w średniej odległości 1,81 j.a. od Słońca. Mimośród orbity dla tego ciała to 0,053.

## Właściwości fizyczne
(3309) Brorfelde ma średnicę ok. 5 km. Jego jasność absolutna to 13,6m. Okres rotacji szacuje się na ok. 2 i pół godziny.

## Księżyc planetoidy
Astronomowie z obserwatorium Ondrejov odkryli na podstawie obserwacji zmian jasności krzywej blasku (3309) Brorfelde księżyc tej planetoidy. Odkrycie miało miejsce 7 listopada 2005 roku. Satelita ten ma średnicę ok. 1,5 km. Składniki obiegają wspólny środek masy w czasie 18,48 godziny, znajdując się w odległości ok. 14 km od siebie.
Księżyc ten został tymczasowo oznaczony S/2005 (3309) 1.